# Mount Bubier
Mount Bubier ist ein Berg auf der Thurston-Insel vor der Eights-Küste des westantarktischen Ellsworthlands. Er ragt 6,5 km südlich der Nordspitze der Edwards-Halbinsel auf.
Seine Position wurde anhand von Luftaufnahmen der United States Navy bestimmt, die im Dezember 1946 während der Operation Highjump (1946–1947) entstanden. Das Advisory Committee on Antarctic Names benannte ihn 1968 nach Kennard F. Bubier (1902–1983), Flugzeugmechaniker bei der ersten Antarktisexpedition (1928–1930) des US-amerikanischen Polarforschers Richard Evelyn Byrd.